# Vlychó (Leucade)
Vlychó, en grec moderne : Βλυχό, est un village du dème de Leucade, district régional de Leucade, en Grèce.
Selon le recensement de 2011, la population du village compte 440 habitants.